# Miriam Chnaiderman
Miriam Schenkman Chnaiderman (Barbacena, 1950) é uma cineasta e psicanalista brasileira.
Graduada em Psicologia pela Universidade de São Paulo (USP), fez o mestrado em Comunicação e Semiótica na Pontifícia Universidade Católica de São Paulo (PUC-SP) Voltou à USP para o doutorado em Artes.

## Filmografia
- 1994 - Dizem que Sou Louco (curta)
- 2001 - Artesãos da Morte (curta)
- 2003 - Gilete Azul (curta)
- 2004 - Isso, Aquilo e Aquilo Outro (curta)
- 2005 - Você Faz a Diferença (curta)
- 2006 - Passeios no Recanto Silvestre (curta)[5]
- 2007 - Procura-se Janaína (curta)

Melhor documentário nacional (Femina)
- 2009 - Sobreviventes (documentário) - com Reinaldo Pinheiro[7]
- 2014 - De Gravata e Unha Vermelha (documentário)

Prêmio Felix (Festival do Rio)

## Obras publicadas
- 1989 - O Hiato Convexo: Literatura e Psicanálise
- 1989 - Ensaios de Psicanálise e Semiótica